# Chasey Lain
Chasey Lain (Newport, 10 december 1971) is een Amerikaanse pornoster. De Amerikaanse alternatieve rockband Bloodhound Gang bracht een nummer uit in 2000 getiteld The Ballad of Chasey Lain.

## Filmografie[1]
| Filmtitel                           | Jaar | Distributeur                |
| ----------------------------------- | ---- | --------------------------- |
| County Line                         | 1993 | Pepper Productions          |
| Fantasy Women                       | 1993 | Adam & Eve                  |
| Hot Bodies In Bondage               | 1993 | L.B.O. Entertainment        |
| Original Wicked Woman               | 1993 | Wicked Pictures             |
| Real TIckeTS 1                      | 1993 | VCA                         |
| Adult Video News Awards 1994        | 1994 | VCA                         |
| Busty Biker Babes                   | 1994 | DGD                         |
| Covergirl                           | 1994 | Wicked Pictures             |
| Domination                          | 1994 | Wicked Pictures             |
| Film Buff                           | 1994 | Wicked Pictures             |
| New Wave Hookers 4                  | 1994 | VCA                         |
| Restrained By Desire                | 1994 | New Twist Productions       |
| Sex 1                               | 1994 | VCA                         |
| Strictly For Pleasure               | 1994 | New Twist Productions       |
| Submission                          | 1994 | Wicked Pictures             |
| Wicked As She Seems                 | 1994 | Wicked Pictures             |
| Big Busted Dream Girls              | 1995 | Pacific Media Entertainment |
| Chasey Revealed                     | 1995 | Wicked Pictures             |
| Chasin the Fifties                  | 1995 | Wicked Pictures             |
| Hawaii                              | 1995 | Vivid                       |
| Real TIckeTS 2                      | 1995 | VCA                         |
| Scrue                               | 1995 | Vivid                       |
| Sex 2 Fate                          | 1995 | VCA                         |
| White Wedding                       | 1995 | Vivid                       |
| Wicked at Heart                     | 1995 | Wicked Pictures             |
| Adult Video News Awards 1996        | 1996 | VCA                         |
| Chasey Loves Rocco                  | 1996 | Vivid                       |
| Chasey Saves The World              | 1996 | Vivid                       |
| Girls Loving Girls                  | 1996 | Leisure Time Entertainment  |
| House On Chasey Lane                | 1996 | Vivid                       |
| Internal Affairs                    | 1996 | Vivid                       |
| Interview With A Vibrator           | 1996 | Vivid                       |
| Lethal Affairs                      | 1996 | Vivid                       |
| Once In A Lifetime                  | 1996 | VCA                         |
| Sex Plays                           | 1996 | Leisure Time Entertainment  |
| View Point                          | 1996 | Vivid                       |
| Vivid's Bloopers And Boners         | 1996 | Vivid                       |
| American Dream Girls 21             | 1997 | Leisure Time Entertainment  |
| American Dream Girls 26             | 1997 | Leisure Time Entertainment  |
| Captured On Camera                  | 1997 | Bon Vue Enterprises         |
| Cum for Me                          | 1997 | Boss Video                  |
| Daily Nudes                         | 1997 | Vivid                       |
| Dirty Bob's Xcellent Adventures 29  | 1997 | Flying Leap Productions     |
| Las Vegas Revue '97                 | 1997 | GM Video                    |
| Nice The Naughty And The Bad        | 1997 | Vivid                       |
| Nymph                               | 1997 | Vivid                       |
| Squeeze                             | 1997 | Vivid                       |
| Trashy (II)                         | 1997 | Vivid                       |
| Where the Boys Aren't 9             | 1997 | Vivid                       |
| Women Loving Women                  | 1997 | Leisure Time Entertainment  |
| Chasin Pink 1                       | 1998 | Vivid                       |
| Chasin Pink 2                       | 1998 | Vivid                       |
| Chasin Pink 3                       | 1998 | Vivid                       |
| Chasin Pink 4                       | 1998 | Vivid                       |
| Freak                               | 1998 | Vivid                       |
| Here's the Thing About Janine       | 1999 | Vivid                       |
| Best of the Vivid Girls 30          | 2000 | Vivid                       |
| Boudoir                             | 2001 | Vivid                       |
| Chasin Pink 5                       | 2001 | Vivid                       |
| Deep Inside Janine                  | 2001 | Vivid                       |
| Sky: Extreme Close Up               | 2001 | Vivid                       |
| Young Jill Kelly                    | 2001 | Vivid                       |
| 3 Into Janine                       | 2002 | Vivid                       |
| 4 A Good Time Call                  | 2002 | Vivid                       |
| Chasin Pink 6                       | 2002 | Vivid                       |
| T.J. Hart: Up Close and Personal    | 2002 | Vivid                       |
| Ultimate Janine                     | 2002 | Vivid                       |
| 3 Into Chasey Lain                  | 2003 | Vivid                       |
| Bone Appetite                       | 2003 | Sin-X                       |
| California Creamin                  | 2003 | Vivid                       |
| Eye Spy: Chasey Lain                | 2003 | Vivid                       |
| Fire in the Hole                    | 2003 | Vivid                       |
| Girls Only: Cheyenne                | 2003 | Vivid                       |
| Janine Uncensored                   | 2003 | Vivid                       |
| Real Chasey Lain                    | 2003 | Vivid                       |
| Teacher's Pet                       | 2003 | Vivid                       |
| Virgin Porn Stars 3                 | 2003 | VCA                         |
| Young Chasey Lain                   | 2003 | Vivid                       |
| 5 Star Chasey                       | 2004 | Vivid                       |
| Brown Eye For The Straight Guy      | 2004 | Wicked Pictures             |
| Camel Toe                           | 2004 | Vivid                       |
| Charlie's Girls                     | 2004 | Vivid                       |
| Chasey Meets Krystal                | 2004 | Pleasure Productions        |
| Chasey's Back                       | 2004 | Pleasure Productions        |
| Fan Sexxx: Pure Gold Pussy          | 2004 | Northstar Associates        |
| I Dream Of Chaisey                  | 2004 | Cherry Boxxx                |
| Lickity Slit                        | 2004 | Wicked Pictures             |
| Real Nikki Tyler, The               | 2004 | Vivid                       |
| Vivid Girl: Janine                  | 2004 | Vivid                       |
| Vivid Superstars: Janine            | 2004 | Vivid                       |
| And The Envelope Please Chasey Lain | 2005 | Vivid                       |
| Black in White 2                    | 2005 | Fallen Angel                |
| Breast Kept Secrets                 | 2005 | Wicked Pictures             |
| Chasey Lain Smokin'                 | 2005 | K-Beech Video               |
| Chasey Lain's X Marks the Spot      | 2005 | Cherry Boxxx                |
| Clam Smackers                       | 2005 | Wicked Pictures             |
| Desperately Horny Housewives        | 2005 | Visage Films                |
| Editor's Choice - Chasey Lain       | 2005 | Vivid                       |
| Editor's Choice: Janine             | 2005 | Vivid                       |
| Forever Chasey                      | 2005 | Wicked Pictures             |
| Guide to Eating Out                 | 2005 | Wicked Pictures             |
| Hall Of Fame: Chasey Lain           | 2005 | Vivid                       |
| Hollywood Porn Hookers 1            | 2005 | Raw Flesh                   |
| Jenna's Tough Love                  | 2005 | Wicked Pictures             |
| Lettin' Her Fingers Do The Walking  | 2005 | Wicked Pictures             |
| Lust Connection                     | 2005 | EI Independent Cinema       |
| Miami Pink                          | 2005 | Vivid                       |
| Not Another Blonde Movie            | 2005 | Wicked Pictures             |
| Pussy Foot'n 12                     | 2005 | Northstar Associates        |
| Sex for the Viewer                  | 2005 | K-Beech Video               |
| Strap-On Janine                     | 2005 | Vivid                       |
| Teanna Does Chaisey And Lilly       | 2005 | Baby Doll                   |
| Things That Go Hump In the Night    | 2005 | Wicked Pictures             |
| What is Erotic?                     | 2005 | Pleasure Productions        |
| When Vivid Girls Go Oral            | 2005 | Vivid                       |
| Womb Raider                         | 2005 | VCA                         |
| Breaking and Entering               | 2006 | Vivid                       |
| Breast Obsessed                     | 2006 | Wicked Pictures             |
| Chasey Reloaded                     | 2006 | Forbidden Cinema            |
| Chasey's Lipstick Lesbians          | 2006 | Baby Doll                   |
| Get A Load Of Peter North           | 2006 | Vivid                       |
| How the West Was Hung               | 2006 | Cherry Boxxx                |
| Picture Perfect                     | 2006 | Mile High                   |
| Wicked Legends 1                    | 2006 | Wicked Pictures             |
| X-Rated MILFs                       | 2006 | Cherry Boxxx                |
| Chasey's MILF Centerfolds           | 2007 | Baby Doll                   |
| Mother May I?                       | 2007 | Baby Doll                   |
| Star 69: DD                         | 2007 | Vivid                       |
| Vivid Girls 1                       | 2007 | Vivid                       |
| Chasey Lain: MILF Trainer           | 2008 | Hustler Video               |
| Girlicious                          | 2008 | Baby Doll                   |
| I Kissed A Girl                     | 2009 | Wicked Pictures             |
| More MILF Please                    | 2009 | Hustler Video               |
| Cougar Tales 2                      | 2010 | Critical X                  |
| For Her Tongue Only                 | 2010 | Baby Doll                   |
| Legendary Lesbians                  | 2012 | Adam & Eve                  |
| Titty Tales                         | 2012 | Wicked Pictures             |
| Fireplace Girls                     | 2013 | Midnight Express Films      |
| Mommy and Me 9                      | 2014 | Filly Films                 |
| MILF                                | 2016 | Hustler Video               |